# Delta-DOR-Verfahren

Delta-DOR: Abwechselnde Messung von Sonde und Quasar

Das Delta-DOR-Verfahren oder kurz Delta-DOR (englisch Delta Differential One-way Ranging), auch ΔDOR geschrieben, zur interplanetaren Navigation basiert auf einer einfachen, aber effektiven Idee in zwei Schritten, bei der eine Triangulation und ein Messfehler ermittelt wird, mit dem die Triangulation korrigiert werden kann. Delta-DOR ist das derzeit präziseste Verfahren zur Positionsmessung. Präzise Daten sind insbesondere beim Einschwenken von Raumfahrzeugen in einen Orbit von Bedeutung, ebenso bei der Positionierung eines Landers oder eines Rovers. Bei Swing-By-Manövern spart die ideale Flugbahn wertvollen Treibstoff bei der anschließenden Bahnkorrektur.

## Triangulation
Zwei weit auseinander stehende Empfangsantennen oder Radioteleskope mit bis in den Millimeterbereich bekannten Positionen verfolgen simultan eine Raumsonde. Die Stationen senden Signale, diese werden vom Raumfahrzeug empfangen und sofort wieder zurückgesendet. Ermittelt wird dabei die Zeitdifferenz zwischen dem Moment, an dem ein Signal gesendet wird, bis zu dem Moment, an dem das Signal an den zwei Stationen wieder ankommt. Im Prinzip entspricht dies der Differenz einer Zwei-Wege-Laufzeitmessung, aus der eine Entfernung und eine Position trianguliert werden kann. Die Entfernung zur Raumsonde wird ermittelt, indem man die Zeit misst, die ein Radiosignal zur Sonde und zurück zur Erde benötigt. Die Doppler-Verschiebung des Signals wiederum ergänzt diese Messung und ergibt zusätzlich die Radialgeschwindigkeit entlang der Sichtlinie.
Theoretisch hängt diese Differenz nur von den Positionen der beiden Antennen und des beobachteten Raumschiffs ab, jedoch gibt es etliche systematische und unsystematische Störeinflüsse auf die Messergebnisse.
- Die Radiowellen müssen durch die Ionosphäre und die Troposphäre, wo ihre Geschwindigkeit durch freie Elektronen bzw. die Luftdichte verringert wird. Dieses bewirkt eine Beugung.
- Die Wellenfronten werden durch das Plasma des Sonnenwindes gestört
- Die Uhren der Basisstationen sind nicht genau synchronisiert
- Die Länge der Basislinie ist nur in einer gewissen Toleranz bekannt. Durch exaktere Positionsbestimmung der Radioteleskope bis auf wenige Millimeter genau mittels VLBI und anderer Methoden kann diese systematische Störgröße minimalisiert werden.

Zur Steuerung der Raumsonde wird die echte Geschwindigkeit im Raum benötigt, die Laufzeitmessung alleine ist nicht präzise genug und enthält einen Messfehler.

## Ermittlung des Messfehlers
Der Unterschied zur korrekten Laufzeit lässt sich mittels Differential One-way Range (DOR) zum größten Teil berechnen. Dazu wird ein Quasar z. B. aus dem ICRF3-Katalog in Richtung der Raumsonde (innerhalb von 10° zur Sondenposition) zur Korrektur benutzt. Die Position des radiolauten Quasars ist durch vorherige Messungen mittels VLBI mit einer Genauigkeit von weniger als 30 µas (Mikrobogensekunden) sehr genau bekannt. Die Messung des Quasars unterliegt denselben Störungen wie die Messung der Sonde. Da die Position des Quasars schon vor der Messung bekannt ist, kann die Differenz zur Messung, das Delta = Δ, auf diese Weise ermittelt werden. Die vom Radiosignal des Quasars gemessene Zeitdifferenz (das Delta) wird nun mit der Laufzeit des Signals von der Raumsonde verrechnet und ergibt so eine wesentlich genauere Position. Das Delta-DOR-Verfahren ist deshalb so genau, weil der Fehler bei der Messung der Position der Raumsonde durch den gleichartigen Fehler bei der Messung der Position des Quasars korrigiert werden kann.
Die Sender der Sonde arbeiten in einem relativ schmalen Band, während Quasare Radiowellen über einen breiten Bereich des Spektrums abstrahlen. Die Ergebnisse lassen sich durch Einsatz von möglichst breiten Frequenzbändern oder mehreren Bändern verbessern. Quasare senden keine definierten Signale, sodass man von beiden Stationen einige Minuten aufnimmt und mit Computerprogrammen nach kleinen Störungen im Signal sucht, deren Laufzeitunterschiede ausgewertet werden können, eine Methode, die auch bei VLBI zur Laufzeitbestimmung angewandt wird. Die Zuverlässigkeit kann auch durch Messung mehrerer Quasare verbessert werden.
Im Normalfall werden mindestens drei Messungen in einem Messzyklus durchgeführt, entweder Quasar-Sonde-Quasar oder Sonde-Quasar-Sonde, es können aber auch längere Sequenzen von wechselnden Messungen stattfinden. Meistens werden drei Messzyklen in einem gewissen zeitlichen Abstand gemacht. Eine besonders zuverlässige Messung kann man erreichen, wenn gleichzeitig mittels weiterer Radioteleskope eine Messung mit einer ungefähr um 90° versetzten Basislinie durchgeführt wird.
Das Verfahren kam bei den NASA-Raumsonden Phoenix und den beiden Mars Exploration Rovers der USA, der chinesischen Mars-Rover-Mission Tianwen-1 und bei den ESA-Sonden Venus Express sowie Rosetta zum Einsatz.

## Nachteile
Der Einsatz des Delta-DOR-Verfahrens hat auch einige Nachteile, die die Einsetzbarkeit des Verfahrens einschränken. In der Praxis werden Delta-DOR-Messungen auf die besonders kritischen Missionsphasen beschränkt und in den übrigen Zeiten durch die einfacheren und weniger genauen Laufzeit- und Dopplermessungen ersetzt.
- Für die Messung müssen immer zwei Antennen eingesetzt werden
- Die Messung ist komplexer als Messmethoden mit nur einer Antenne, insbesondere braucht man einen leistungsstarken Computer
- Die Messung kann nur in einem Bereich stattfinden, der von beiden Antennen gleichzeitig beobachtet werden kann
- Bei zwei vorgegebenen Antennen kann an jedem Tag nur zu einer bestimmten Zeit eine Messung erfolgen
- Eine Messung benötigt eine gewisse Zeit, hinzu kommen die Laufzeiten des Signals
- Während der Messungen können normalerweise keine Telemetriedaten vom Raumfahrzeug gesammelt werden

## ESA Delta-DOR
Die NASA verwendete das Delta-DOR-Verfahren schon längere Zeit. Die ESA ist erst seit der Errichtung der ersten beiden Deep-Space-Antennen in New Norcia (DSA 1) 2002 und Cebreros (DSA 2) 2005 technisch in der Lage für eigene Messungen. Zuvor war man auch bei reinen ESA-Missionen in kritischen Phasen auf die Unterstützung durch das DSN der NASA angewiesen. Die ESA legte die technologischen Grundlagen mit der Smart-1 Mission und setzte das Verfahren zum ersten Mal bei Mars Express ein. Anschließend benutzte ESA dieses Verfahren eigenständig im Betrieb mit der Venus-Express-Mission und konnte dabei die eigenen Messungen mit denen des DSN vergleichen und die hohe Qualität der Ergebnisse verifizieren.
Die drei Deep-Space-Stationen der ESA sind auf der nördlichen und südlichen Erdhalbkugel verteilt. Die daraus resultierenden Basislinien schneiden sich in einem stumpfen Winkel, der in der Nähe des Optimums von 90° liegt.

## Delta-Dor im Austausch zwischen den Raumfahrtorganisationen gemäß CCSDS
Mit dem Einsatz von Delta-DOR bei der ESA bestand zum ersten Mal der Bedarf, sich über den Austausch von Daten Gedanken zu machen. ESA benutzt andere Empfänger als NASA, die eigene Datenformate liefern. ESA entwickelte eine Software, die den Austausch von Delta-DOR-Daten zwischen NASA, ESA und JAXA über eine definierte Schnittstelle zulässt.
Inzwischen kann auch das CDSN eigenständige Delta-DOR Messungen durchführen. Es gibt zunehmend Bedarf für Delta-DOR-Messungen zwischen Antennen verschiedener Weltraumagenturen im gegenseitigen Nutzen. Viele Missionen werden bereits von mehreren Agenturen gemeinsam betrieben. Es gibt eine Delta-DOR Working Group des CCSDS, die bestimmte Standards festsetzt, z. B. Datenformate für den Austausch. Auf diese Weise ist das Delta-DOR-Verfahren zwischen Antennen von verschiedenen Netzwerken und Organisationen möglich.